# Шломо
Шломо (івр. שְׁלֹמֹה‎, Shlomoh) — єврейське особове ім'я. Означає «мирний» (шалом). Трансформувалося у різних мовах — Шлойме (ідиш), Соломон, Саломан,  Сулейман тощо.

## Особи
- Шломо ібн-Яхья — португальський чиновник.